# Луговая (муниципальный округ Горноуральский)
Лугова́я — деревня в Пригородном районе Свердловской области России. Входит в муниципальный округ Горноуральский, управляется Петрокаменской территориальной администрацией.
Ранее деревня была центром Луговского сельсовета Пригородного района.

## География
Деревня Луговая находится в устье речки Маслянки, при впадении её в Нейву, к юго-востоку от Нижнего Тагила. Правый берег Нейвы, где стоит населённый пункт, на некотором протяжении лишён крупной растительности, и на свободном пространстве располагаются деревни — Луговая и, северо-западнее, Новая (на реке Камышке, также впадающей в Нейву). Левый берег Нейвы лесистый, растут сосна и берёза.
Ниже по течению Нейвы, к востоку от Луговой, у устья Ямбарки, на обоих берегах реки стоит село Мурзинка. Западнее, за лесом — село Мокроусское. На юге, юго-западе и юго-востоке, за полями — долины Ямбарки и её притоков, где находятся село Башкарка, деревня Сарапулка, село Южаково, деревни Зырянка, Сизикова и другие населённые пункты.
Южнее Луговой, через Мокроусское и Мурзинку, проходит автодорога Николо-Павловское — Алапаевск.

## История
По некоторым данным, датой первого упоминания деревни Луговой считается 1734 год. Действительно, Луговая уже присутствует на Ландкарте 1734—1736 годов, изображавшей территории Екатеринбургского горного ведомства, Соликамской провинции, Чердынского, Кунгурского, Верхотурского, Туринского уездов, а также владения баронов Строгановых и Акинфия Демидова — на берегу Нейвы, западнее Мурзинской слободы, в границах земель Екатеринбургского ведомства.
По данным Специальной карты Европейской России И. А. Стрельбицкого, составленной в 1865—1871 годах (лист 137, издание 1873 года), Луговая была довольно крупной деревней размером до 70 дворов. За её юго-западной окраиной располагалась небольшая деревня Одина (от 3-5 до 10 дворов). Деревни находились в составе Верхотурского уезда Пермской губернии. На карте Верхотурского уезда 1914 года поселение юго-западнее Луговой уже носит название деревни Маслянки. Аналогичным образом, на переизданной карте И. А. Стрельбицкого от 1919 года населённый пункт обозначен как Одина (Маслянка), размером по-прежнему от 3-5 до 10 дворов. В то же время, к 1919 году в Луговой было уже 120 дворов. Маслянка и Луговая обозначались как отдельные поселения вплоть до 1940-х годов.
В деревне имелись школа и почта. В Луговой находился колхоз «Первое мая», который в 1961 году вошёл в состав крупного молочно-мясного совхоза «Южаковский», деревня стала центром одного из 5 отделений совхоза. С 1966 года на базе Луговского отделения организован совхоз «Башкарский». Деревня Луговая была центром Луговского сельсовета в составе Пригородного района.

## Население
| 2002 | 2010 | 2021 |
| ---- | ---- | ---- |
| 161  | ↘130 | ↘95  |

По данным Всероссийской переписи населения 2010 года, в деревне проживало 46 % мужчин и 54 % женщин, не менее 88 % населения составляли русские, также проживали аварцы и удмурты.
По данным переписи населения 2002 года, в деревне проживал 161 человек (75 мужчин и 86 женщин), 96 % населения составляли русские.
В 1970-х — начале 1980-х годов численность населения деревни достигала 680 человек.

## Улицы
- Мира
- Набережная
- Октябрьская
- Первомайская
- Садовая
- Тельмана
- Школьная[16]

## Социальная сфера
- Луговской сельский клуб (филиал Петрокаменского центра культуры)[17].
- Луговская библиотека (филиал Петрокаменской центральной районной библиотеки)[17].
- Передвижной мобильный фельдшерско-акушерский пункт, работающий в деревне несколько часов один день в неделю[18].
- В числе источников нецентрализованного водоснабжения — трубчатый колодец, обустроенный в 2012 году[19].